# Нкоби, Стэнли
Стэнли Чисом Нкоби (англ. Stanley Chisom Nkobie; 25 июня 1999, Лагос, Нигерия) — нигерийский футболист, нападающий.

## Карьера
Футбольную карьеру начал в 2020 году в составе клуба «Арыс». 4 апреля 2021 года в матче против кызылординского «Кайсара» дебютировал в казахстанской Премьер-лиге. 19 апреля 2021 года в матче против клуба «Каспий» забил свой дебютный мяч в казахстанской Премьер-лиге.

## Достижения
«Арыс»
- Серебряный призёр Первой лиги: 2020

## Клубная статистика
| Игровая карьера | Игровая карьера | Игровая карьера | Лига | Лига | Кубок | Кубок | Межд. | Межд. | Др. | Др. |
| --------------- | --------------- | --------------- | ---- | ---- | ----- | ----- | ----- | ----- | --- | --- |
| 2020            | Арыс            | Б               | 12   | 6    | —     | —     | —     | —     | —   | —   |
| 2021            | Туран           | А               | 17   | 2    | 5     | 3     | —     | —     | —   | —   |
| 2021            | Туран М         | В               | 5    | 7    | —     | —     | —     | —     | —   | —   |
| 2022            | Жетысу          | Б               | 11   | 2    | 2     | 0     | —     | —     | —   | —   |
| 2022            | Яссы            | Б               | 9    | 2    | —     | —     | —     | —     | —   | —   |
| 2023            | Экибастуз       | Б               | 11   | 11   | —     | —     | —     | —     | —   | —   |
| 2023            | Хан-Тенгри      | Б               | —    | —    | —     | —     | —     | —     | —   | —   |